# Günter Sonnenberg
Günter Sonnenberg (ur. 21 lipca 1954 w Karlsruhe) – niemiecki terrorysta, członek RAF.

## Życiorys
Na początku lat 70. działał w komunie w Karlsruhe, wraz z innymi późniejszymi działaczami RAF, takimi jak: Adelheid Schultz, Christian Klar, Knut Folkerts. Był podejrzany o udział w zamachu na Siegfrieda Bubacka. Został aresztowany 3 maja 1977 wraz z Vereną Becker i ciężko ranny podczas strzelaniny, która się wywiązała. Skazany 26 kwietnia 1978. Wypuszczony na wolność 15 maja 1992. W 2007 usiłowano przeciwko niemu wznowić postępowanie, dla wyjaśnienia wszystkich okoliczności zamachu na Bubacka.